# Oemleria
Oemleria é um género botânico pertencente à família Rosaceae.